# Несла
Несла е село в Западна България, част от община Драгоман в Софийска област. Населението му е около 69 души (15 март 2024).

## География
Несла е разположена на 556 метра надморска височина в северозападния край на Бурелската котловина, на бреговете на Габерска река. Землището му почти достига границата със Сърбия – на 2,5 километра западно от центъра на селото – от която го отделя само землището на разделеното от Ньойския договор село Долна Невля. Другите съседни села са Вишан на север, Владиславци на изток и Неделище и Круша на юг. Разстоянието до общинския център Драгоман е 10 километра на изток, а до София 48 километра на югоизток.
Селото се състои от няколко махали, намиращи се близо една до друга. Климатът е сравнително студен и влажен, често падат слани, питейната вода е варовита, но за сметка на това наблизо има извор, както и много бунари. Селото е заобиколено от хълмове, някои са голи и каменисти, а други обрасли с гъста борова гора. В ливадите и поляните растат много билки и гъби. Трите български мобилни оператора имат покритие, както и някои от сръбските.

## История
В землището на Несла има останки от тракийската култура. Свидетелство, че тук е имало селище още през късната античност, са руините на ранно-християнската църква „Св. св. Петър и Павел“, в близост до едноименното оброчище.
Днешното село вероятно е възникнало, както и други селища в Бурел, покрай турските чифлици през XVIII – XIX век. Потвърждаваща тази теза е една легенда за основаването на Несла, която разказва така:
„На времето един турчин минавал по пътя за село Долна Невля, където имал земя. Неочаквано обаче конят му се подплашил, турчинът паднал на земята и умрял. Погребали го на същото място, където сега са селските гробища - неговият гроб всъщност е първият. Преди това гробищата се намирали в местността „Падина“, над оброка „Св. Димитър“. Сега на това място личат струпани на купчини камъни (вероятно от почистването на ливадите). През старото гробище е минавал път, изсечен в скалата и с частично запазена настилка (вероятно римски). Той води към местността „Падина“, където е било старото село.
Друга легенда разказва, че турчинът, който владеел земите покрай реката, започнал да ги дава под аренда на българите срещу десятък от добива. Така, постепенно те се заселили на сегашното място. Разказва се, че същото се случило и в село Долна Невля. Там земите били дадени под аренда на селяните от село Круша.“

## Население
| 1880       | 297 |
| 1892       | 340 |
| 1900       | 394 |
| 1910       | 483 |
| 1929       | 537 |
| 1934       | 559 |
| 1946       | 541 |
| 1956       | 534 |
| 1965       | 438 |
| 1975       | 325 |
| 1985       | 226 |
| 1992       | 190 |
| 2001       | 138 |
| 2011       | 92  |
| 2021       | 74  |
| Източници: |     |

В България за организирано събиране на данни за населението може да се говори след Освобождението от 1878 г. Първото преброяване на населението в Княжество България е проведено през 1880 г. До края на XIX век са извършени още две преброявания – 1887 и 1892 г. Към 31 декември 1900 г. се провежда преброяване на населението с програма, която е значително по-усъвършенствана в сравнение с предходните, като заедно с това е съобразена с решенията на Международния статистически институт. Преброяването обхваща населението, жилищните и нежилищните сгради и домашните животни. Може да се приеме, че преброяването от 1900 г. се използва като своеобразен модел за всички следващи преброявания до това от 1946 г.

По данни от първото преброяване на населението, през 1880 г. в с. Несла живеят 297 жители.

## Просветна дейност
Читалище „Селска пробуда“ в селото е създадено през 1930 г., като през първите 40 години от своето съществуване то се помещава в сградата на местното училище. През 1970 г. читалището се премества в нова сграда, в която се помещава и киносалонът на селото, който скоро след демократичните промени през 1989 г. спира да функционира.

През втората половина на 2012 г. читалище „Селска пробуда“ кандидатства по проект за изграждане на съвременен информационен и етнографски център.

## Религия
Руините на ранно-християнската църква „Св. св. Петър и Павел“ (датирана IV – VI век) се намират на 300 м югозападно от центъра на с. Несла, в местността „Песков“. Зидовете на древната църква са запазени на височина до 1 метър, затрупани са с пръст. В средата на руините има две късноантични бази на колони. Върху тях местното население пали свещи, мястото е свързано с близкия оброк „Св. Павел“ (на около 40 метра от църквата). За него има местно предание, според което дядо Симо Янков, докато пасял говедата си, заспал. Сънувал, че утре е Павловден и трябва да се празнува, защото иначе ще удари градушка. И така оброкът бил поставен, за да предпазва от природни стихии.
В близост до старата църква се изгражда новият храм „Св. св. Петър и Павел“. Строежът е започнат след като местни жители видели сияние под формата на кръст, над оброчището „Св. Павел“. Друго чудо е „събудилото“ се изворче в двора на църквата, водата му, която тече едвам-едвам лекува много болести. Слепи проглеждат, бездетни булки зачеват, а безработни намират работа.
Новият храм „Св. св. Петър и Павел“ е осветен на 27 септември 2014 година от Браницкия епископ Григорий, викарий на Софийския митрополит и Български патриарх Неофит.
През юни 2024 започва строеж на втори нов храм в селото „Свети архангел Михаил“. Първата копка е направена от Мелнишки епископ Герасим.

## Оброци
Тясно свързани с живота и вярата на жителите на селото са оброците, такива в Несла има шест:

1. Оброк „Св. Троица“ – намира се на около 1,5 км югозападно от центъра на селото, в местността „Грозданови пояти“. Каменният кръст е счупен напречно, запазена е само горната му половина. Поддържа се от фамилията Маринкови.

2. Оброк „Св. Павел“ – намира се на 300 м югозападно от центъра на селото, в близост до развалините на църквата „Св. св. Петър и Павел“, която се намира в местността „Песков“. Днес до оброка се строи нова църква.

3. Оброк „Св. Богородица“ (Малка) – намира се на 500 м югозападно от центъра на селото, в местността „Песковица“. Оброчното място е старо, но кръстът е сложен през 1971 г. Поддържа се от фамилията Янкови.

4. Оброк „Св. Илия“ – намира се на 50 м северозападно от центъра на селото. Къстът е счупен на парчета. Поддържа се от фамилията Янкови.

5. Оброк „Св. Димитър“ – намира се под старите селски гробища, в местността „Гумнище“. Поддържа се от фамилията Нончини.

6. Оброк „Св. Георги“ (Джурджовски кръст) – на 100 м североизточно от центъра на селото, до Кежина махала. Поддържа се от цялото село.

## Други
Несла е името на място, което героите в романа на Иван Попов „Хакери на човешките души“ са измислили, а то се е оказало съществуващо на картата. То е най-важната част в предизборен лозунг, в който е приложен езиково-инженерен метод за привличане на вниманието на електората.